# Novajidrány, Borsod-Abaúj-Zemplén
Novajidrány este un sat în districtul Encs, județul Borsod-Abaúj-Zemplén, Ungaria, având o populație de 1.466 de locuitori (2011). 

## Demografie
Componența etnică a satului Novajidrány
     Maghiari (79,22%)
     Romi (20,31%)
     Alții (0,47%)
Componența confesională a satului Novajidrány
     Romano-catolici (37,52%)
     Reformați (29,54%)
     Fără religie (7,78%)
     Greco-catolici (6,41%)
     Necunoscută (18,14%)
     Alte religii (2,39%)
Conform recensământului din 2011, satul Novajidrány avea 1.466 de locuitori. Din punct de vedere etnic, majoritatea locuitorilor (79,22%) erau maghiari, cu o minoritate de romi (20,31%). Nu există o religie majoritară, locuitorii fiind romano-catolici (37,52%), reformați (29,54%), persoane fără religie (7,78%) și greco-catolici (6,41%). Pentru 18,14% din locuitori nu este cunoscută apartenența confesională.